# Avenida do Mar
A Avenida do Mar e das Comunidades Madeirenses, também conhecida simplesmente pelo seu antigo nome Avenida do Mar, é uma das principais artérias do Funchal, na Madeira. Este eixo viário já existe, na sua génese, desde o início da povoação na zona, no século XV, mas só inaugurada com traços idênticos aos que hoje apresenta em 1939.
A designação do Mar deve-se ao imenso oceano que bordeja a Avenida ao longo de toda a sua extensão sul; esta simples denominação do Mar persistiu até meados da década de 1980. Nesta altura, de forma a homenagear as comunidades madeirenses espalhadas pelo mundo, muitos idos precisamente por mar, o nome da Avenida é acrescido de e das Comunidades Madeirenses.

## Galeria de imagens

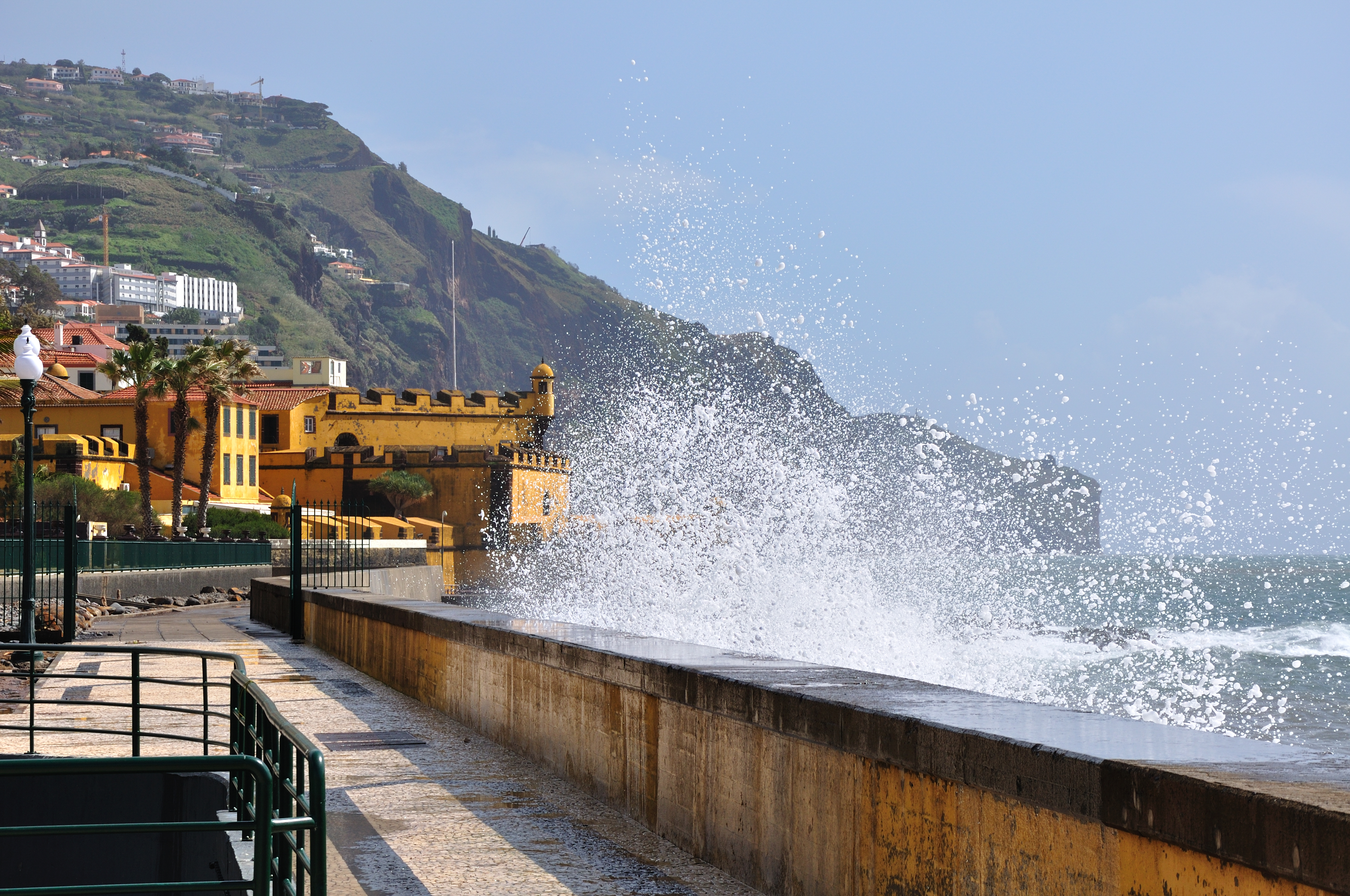
Forte de São Tiago, perto do Jardim do Almirante Reis
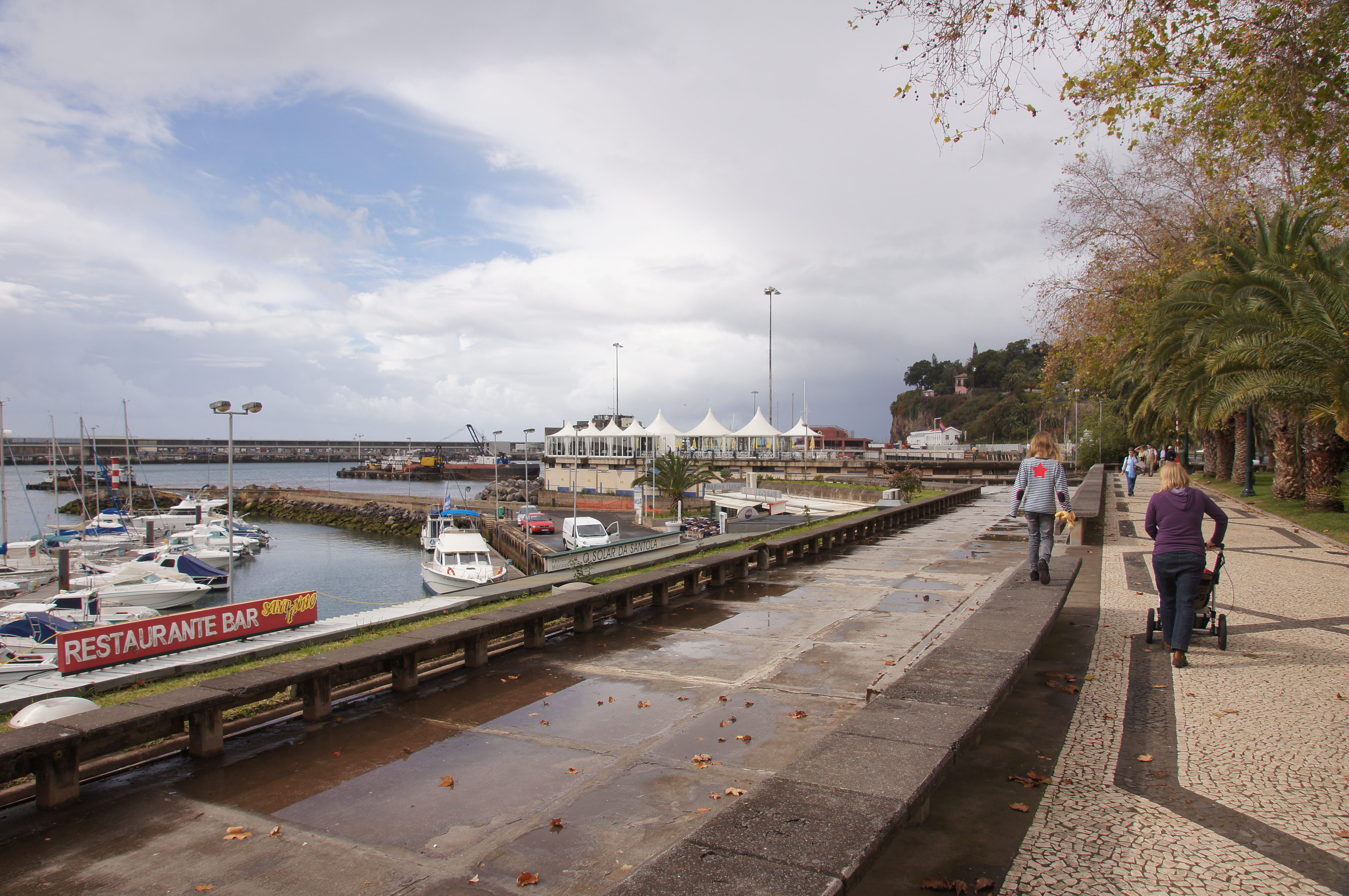
Marina do Funchal
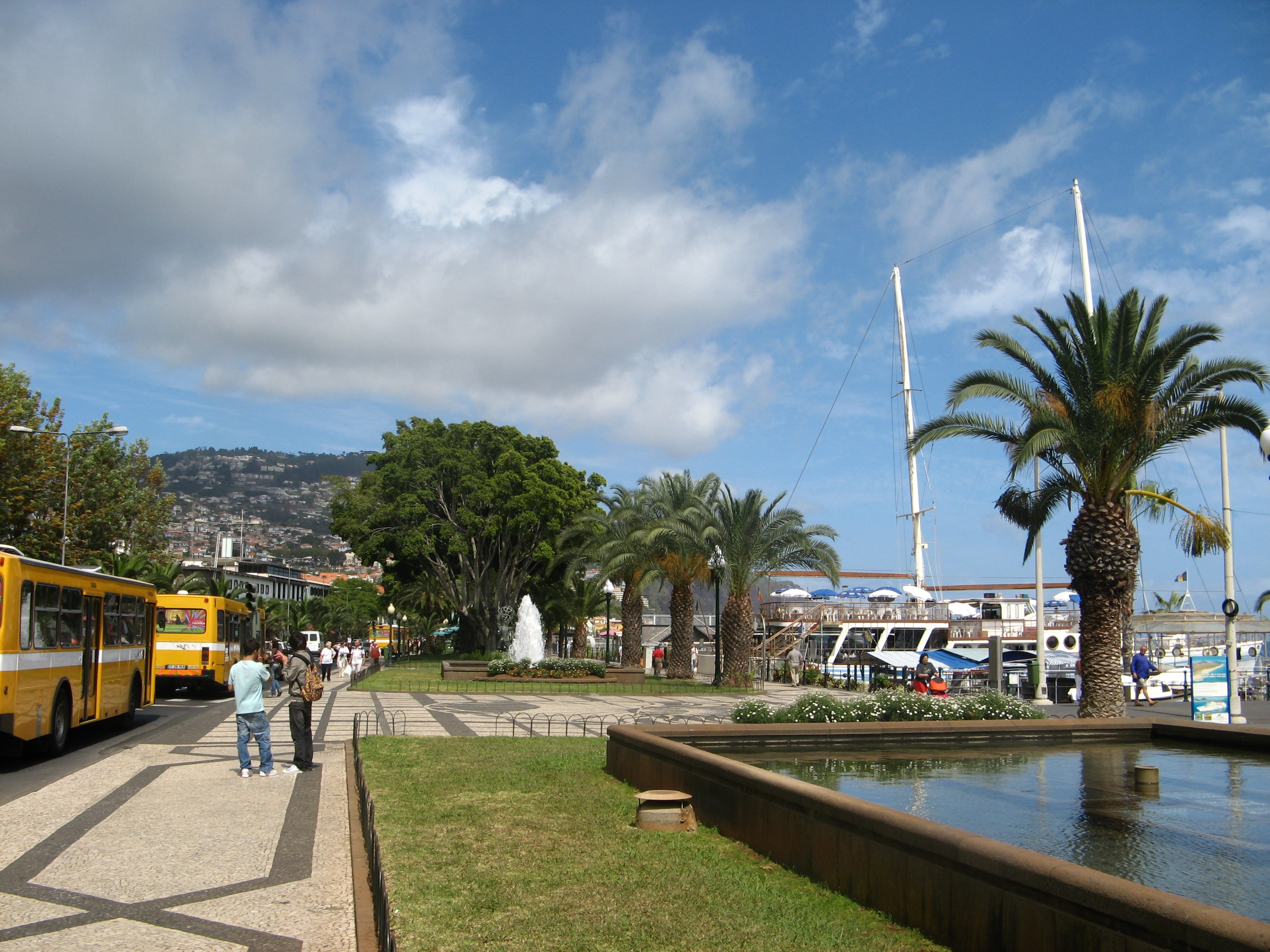
Avenida Manuel de Arriaga, perto do Cais da Cidade
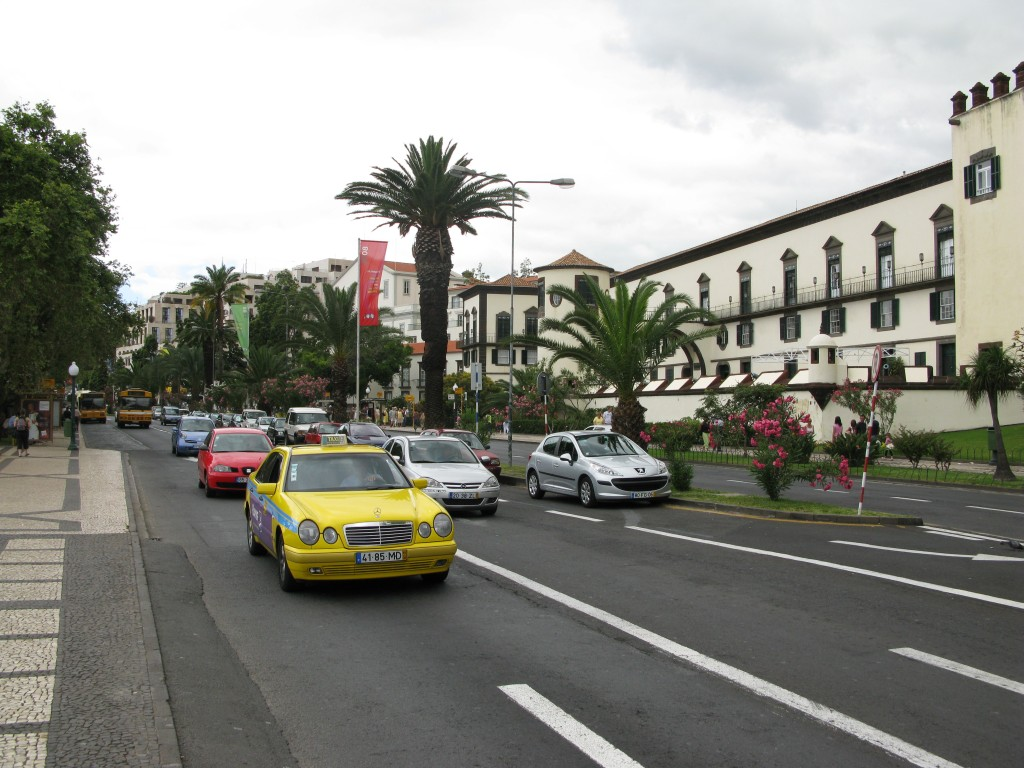
Teatro Municipal Baltazar Dias no centro, ao fundo, e Palácio de São Lourenço à direita
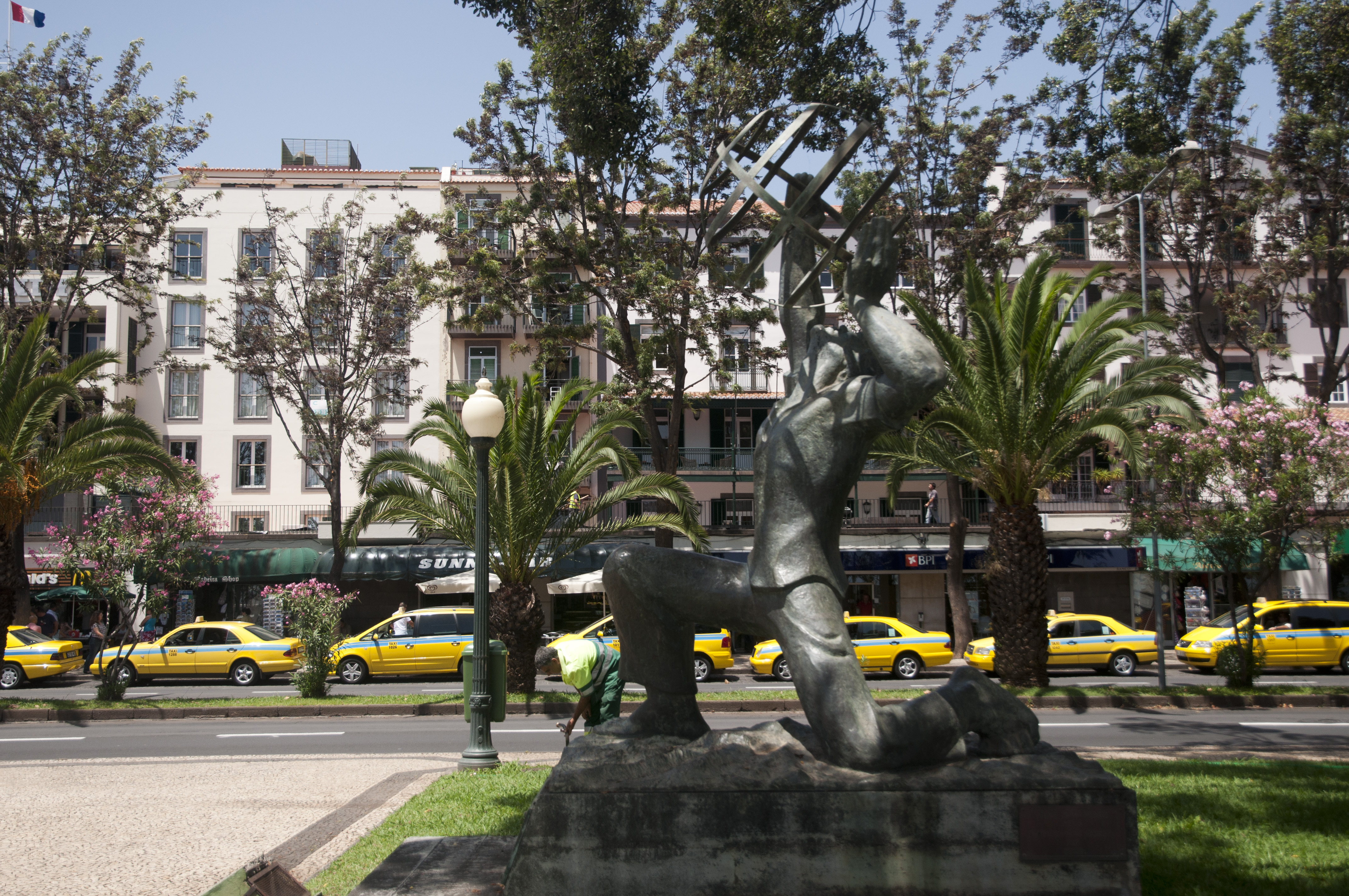
Estátua ao Emigrante Madeirense na Avenida do Mar
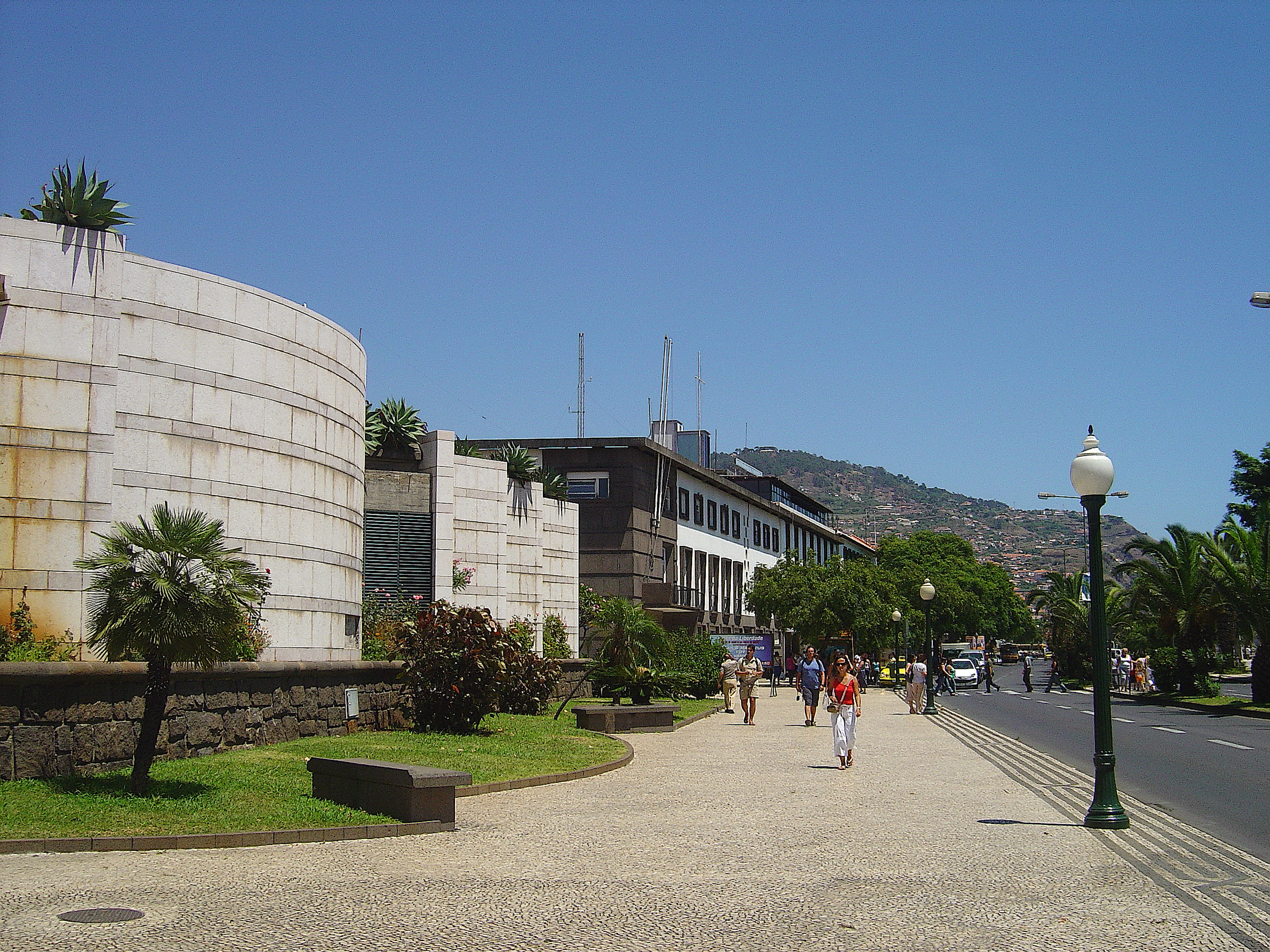
Assembleia Legislativa da Madeira à esquerda e Comando Territorial da Madeira da GNR ao centro
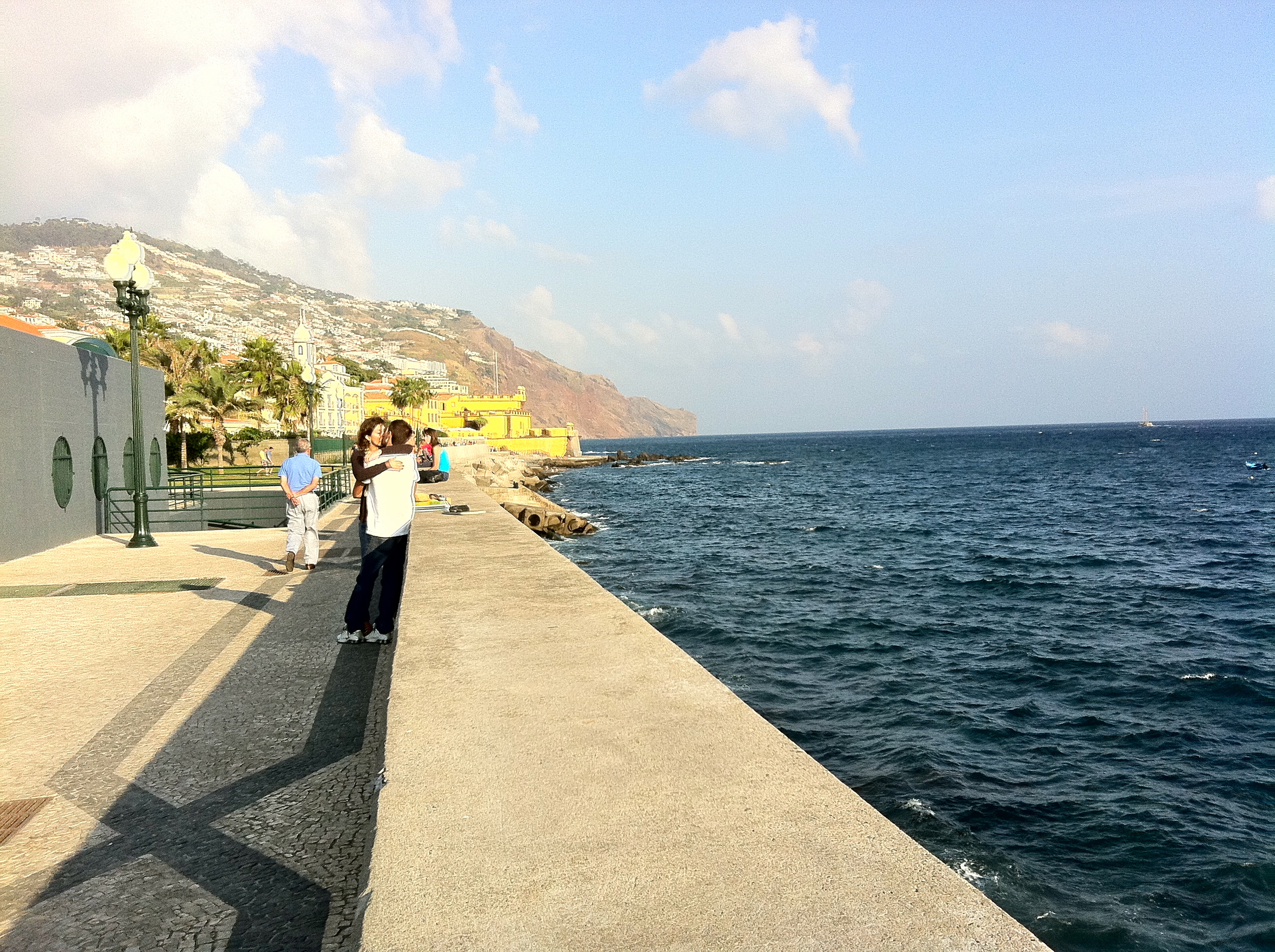
Linha de costa junto ao Jardim do Almirante Reis com o Forte de São Tiago ao fundo
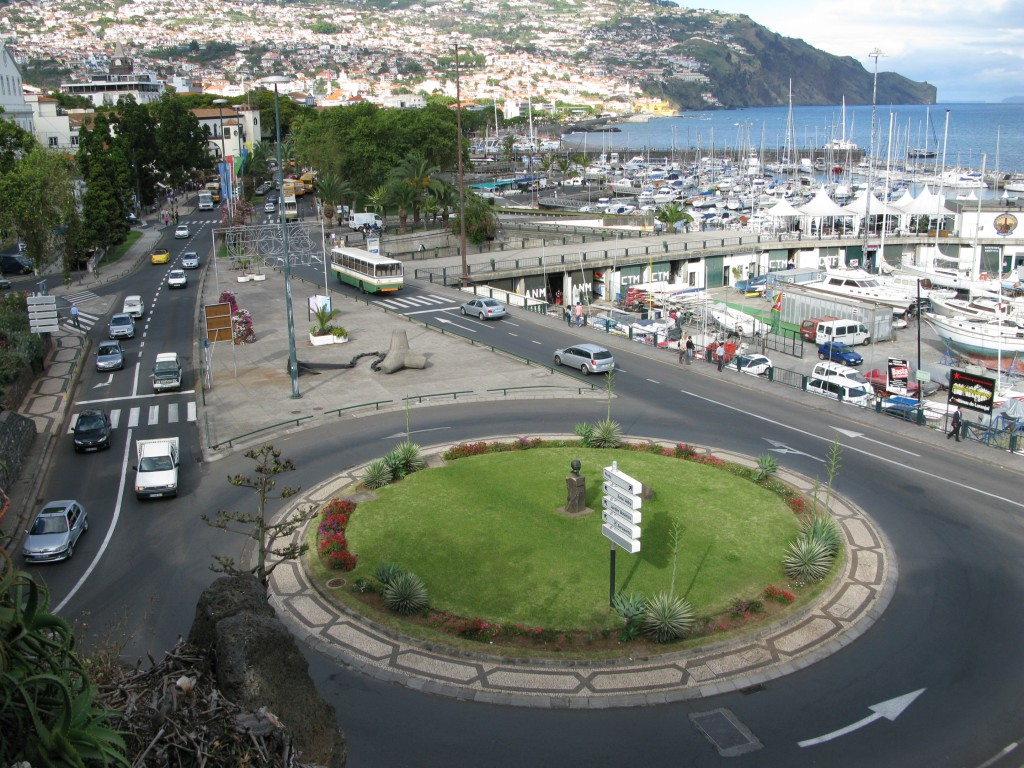
Rotunda Sá Carneiro e Marina do Funchal
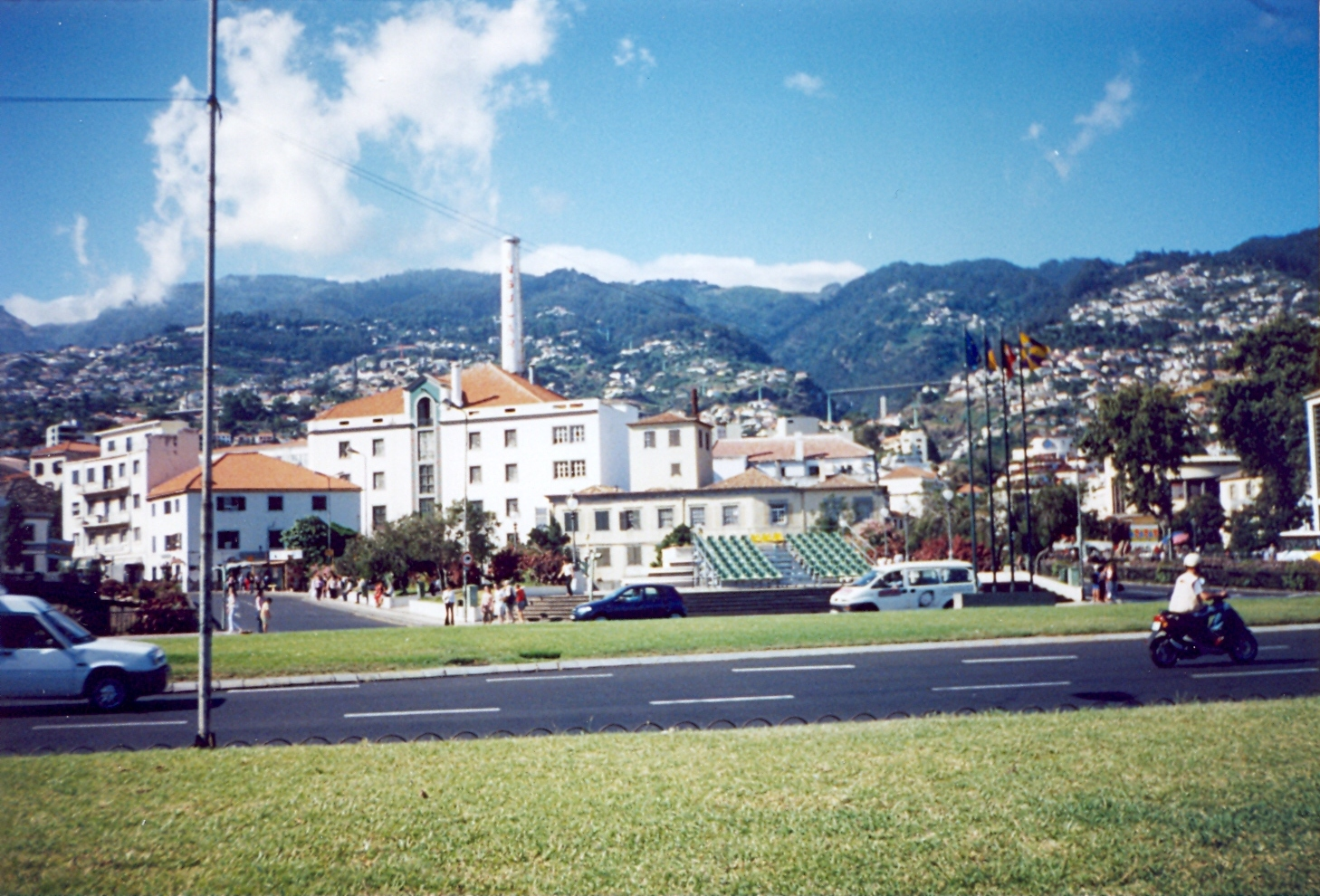
Praça da Autonomia com a antiga Companhia Insular de Moinhos ao fundo
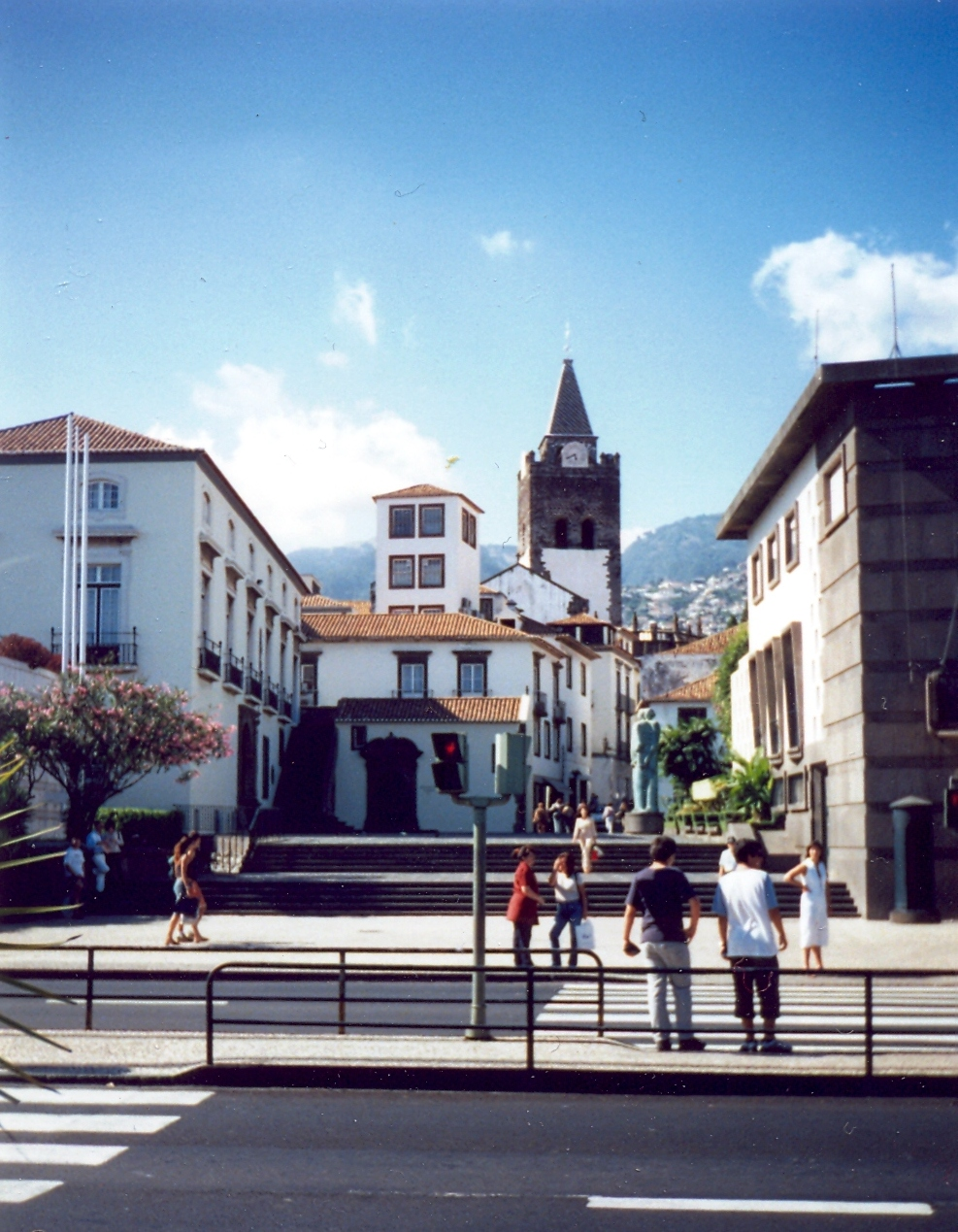
Assembleia Regional, Sé Catedral e Comando Territorial da GNR
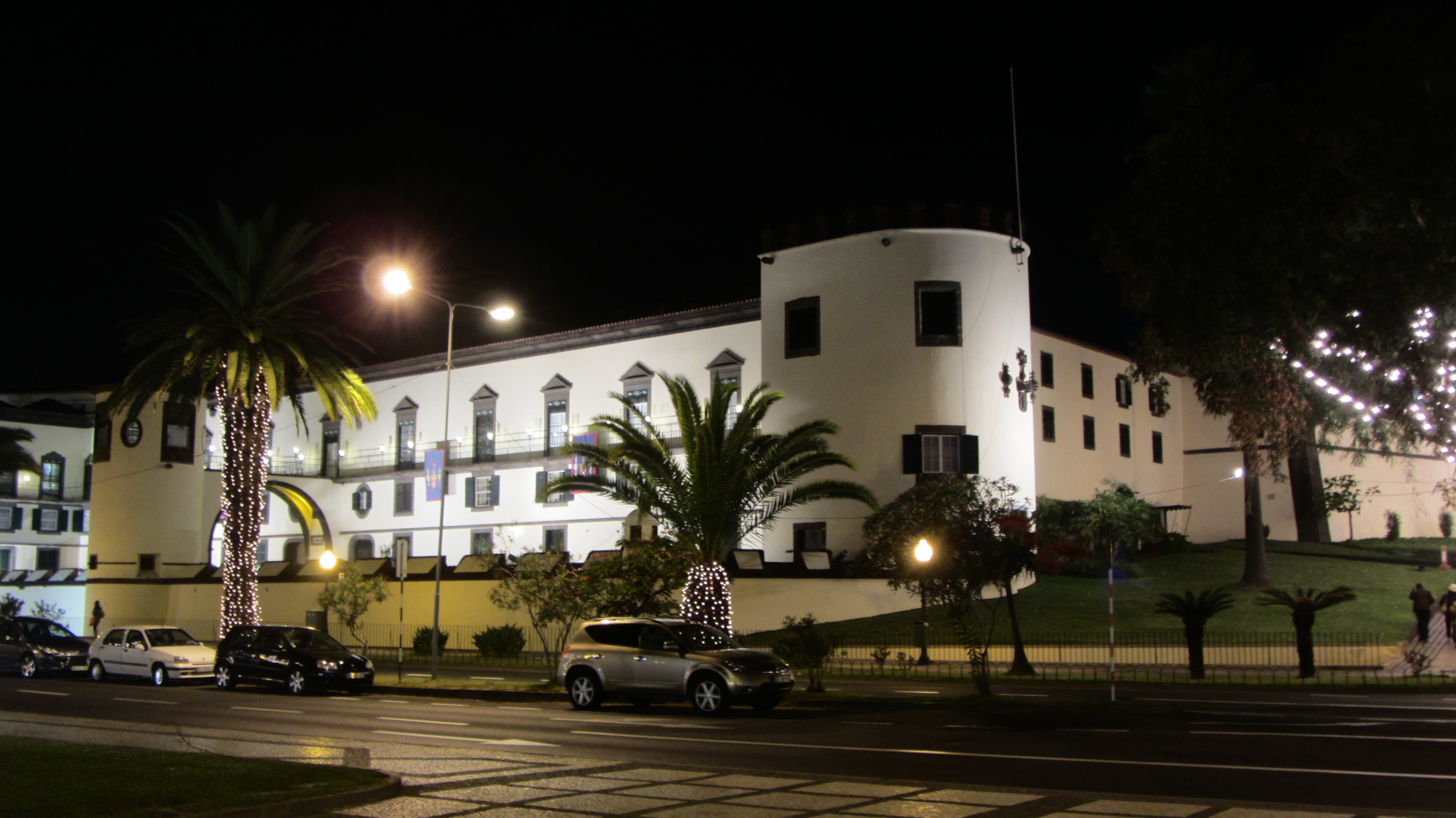
Palácio de São Lourenço
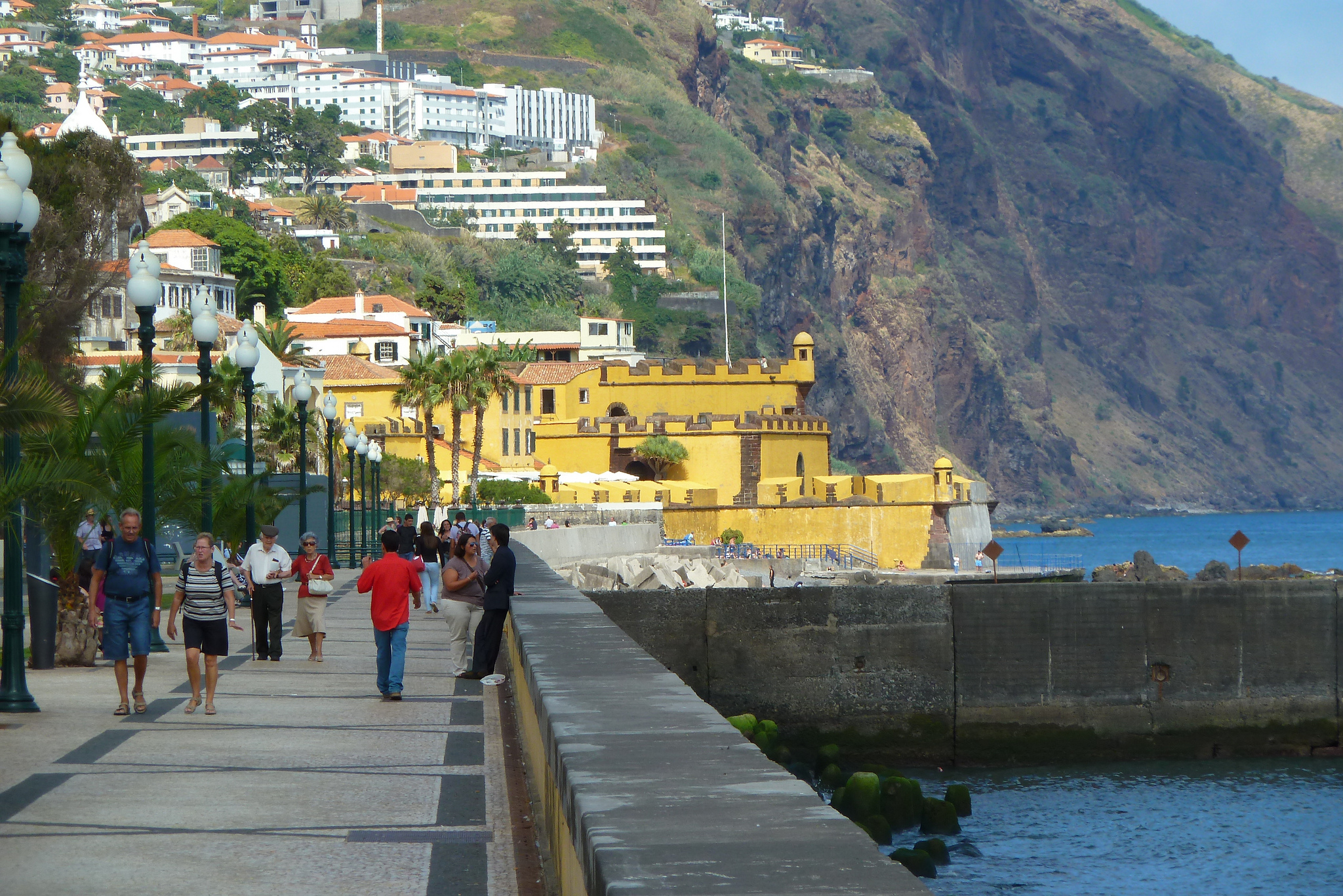
Passeio da Avenida e Forte de São Tiago ao fundo